# Amphioplus
Genre
Amphioplus  est un genre d'ophiures (animaux marins ressemblant à des étoiles de mer souples) de la famille des Amphiuridae.

## Liste des espèces
Selon World Register of Marine Species (5 mars 2015) :

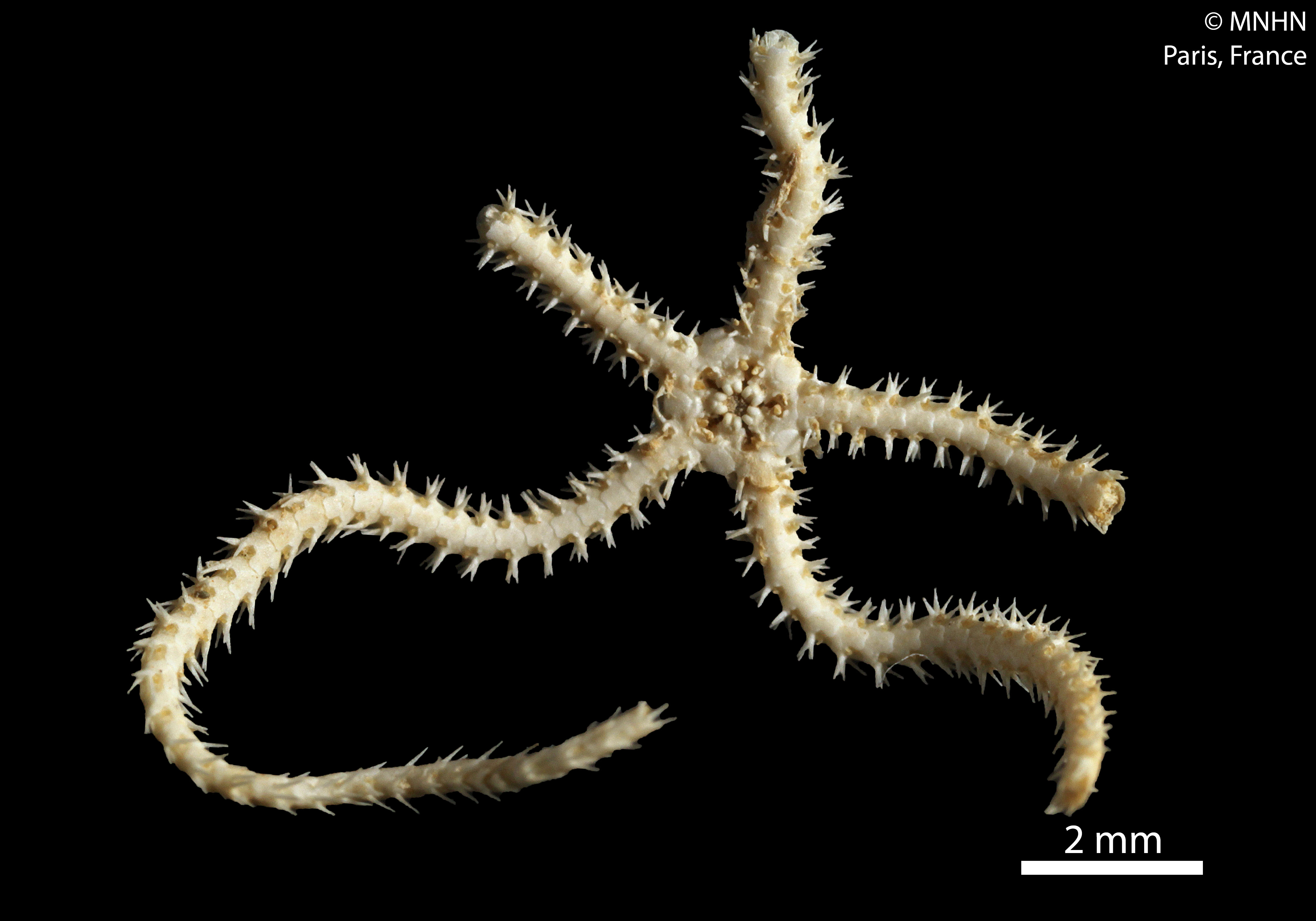
Amphioplus (Amphioplus) parvitus

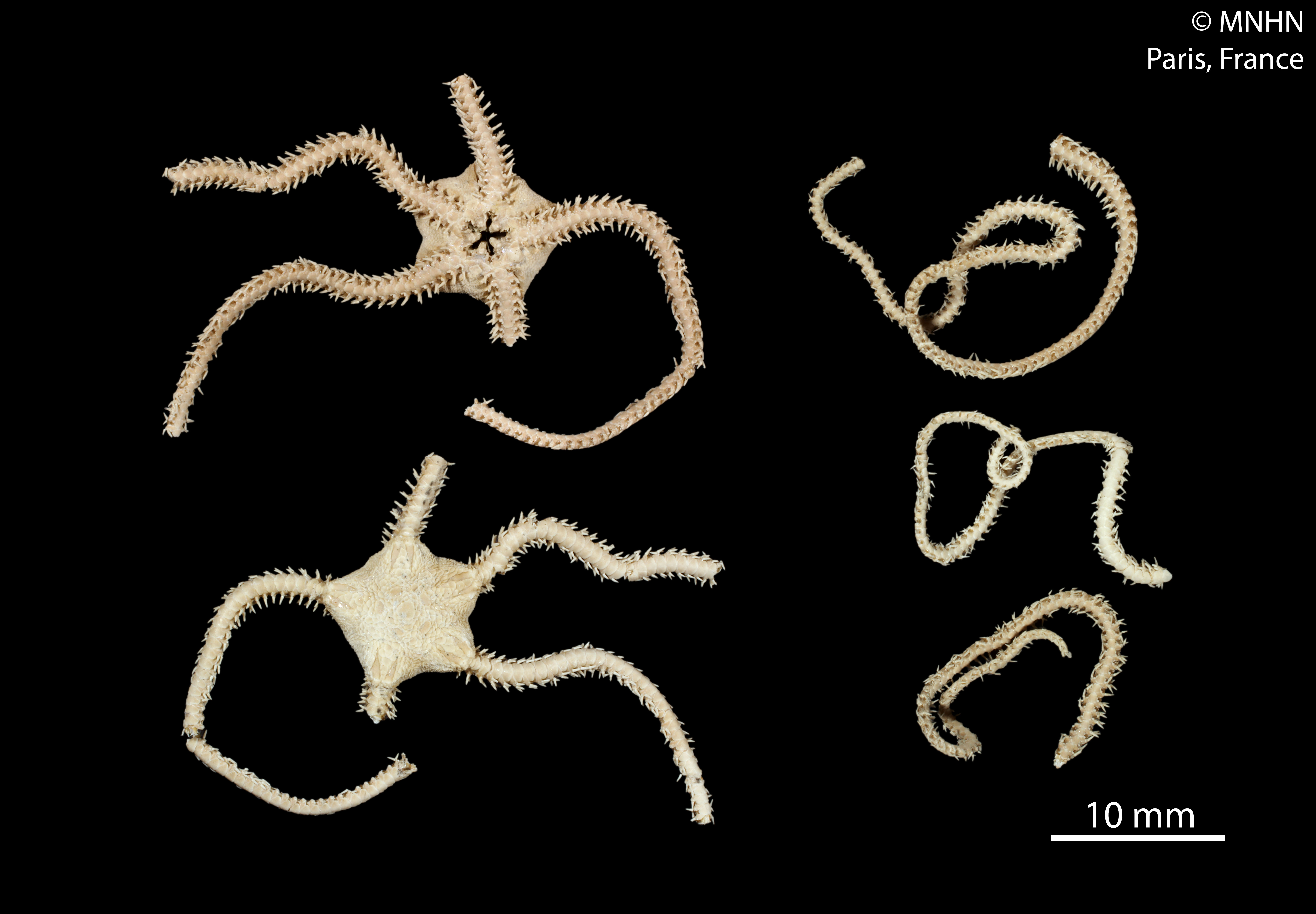
Amphioplus peregrinator

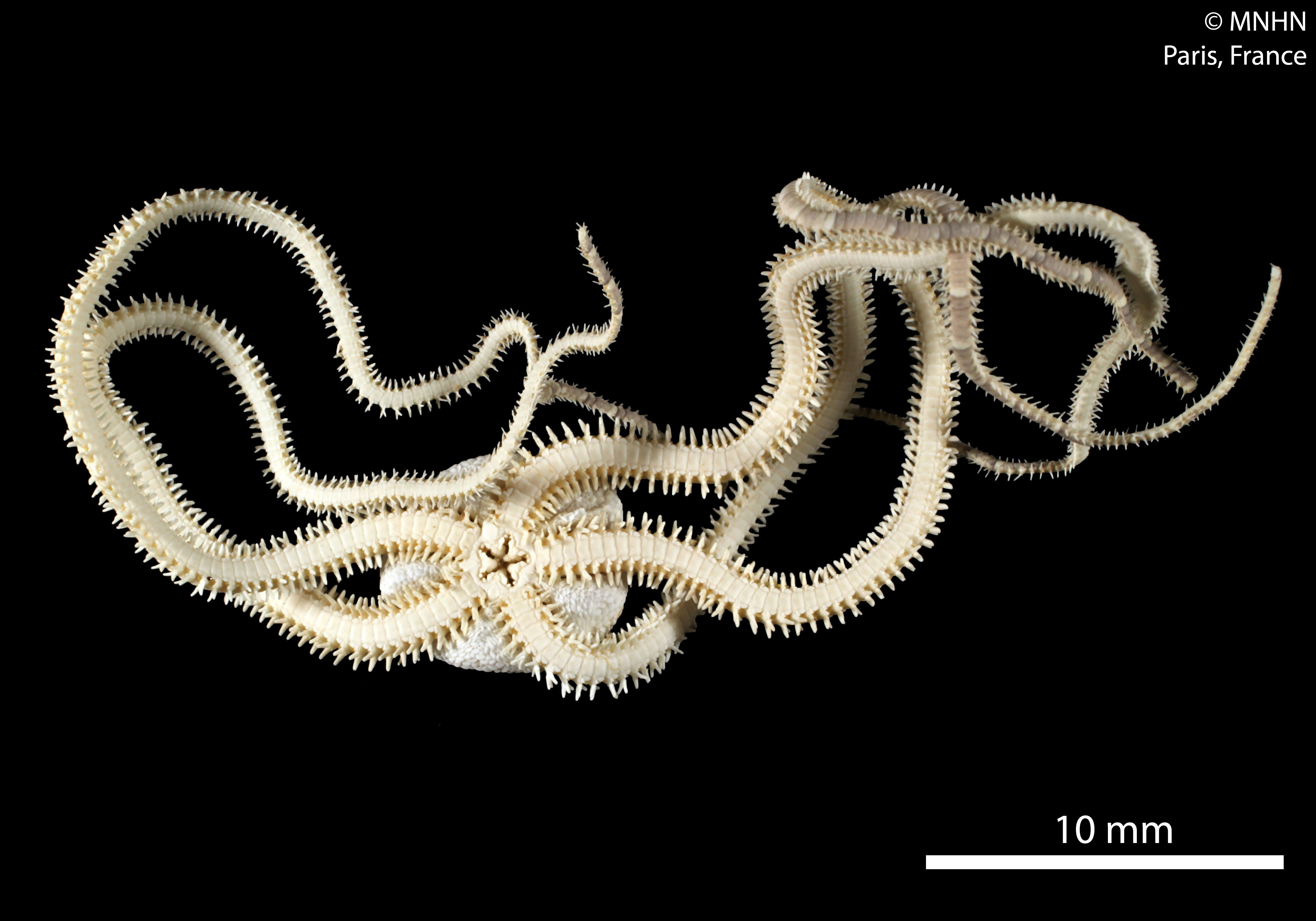
Amphioplus (Amphioplus) titubantius

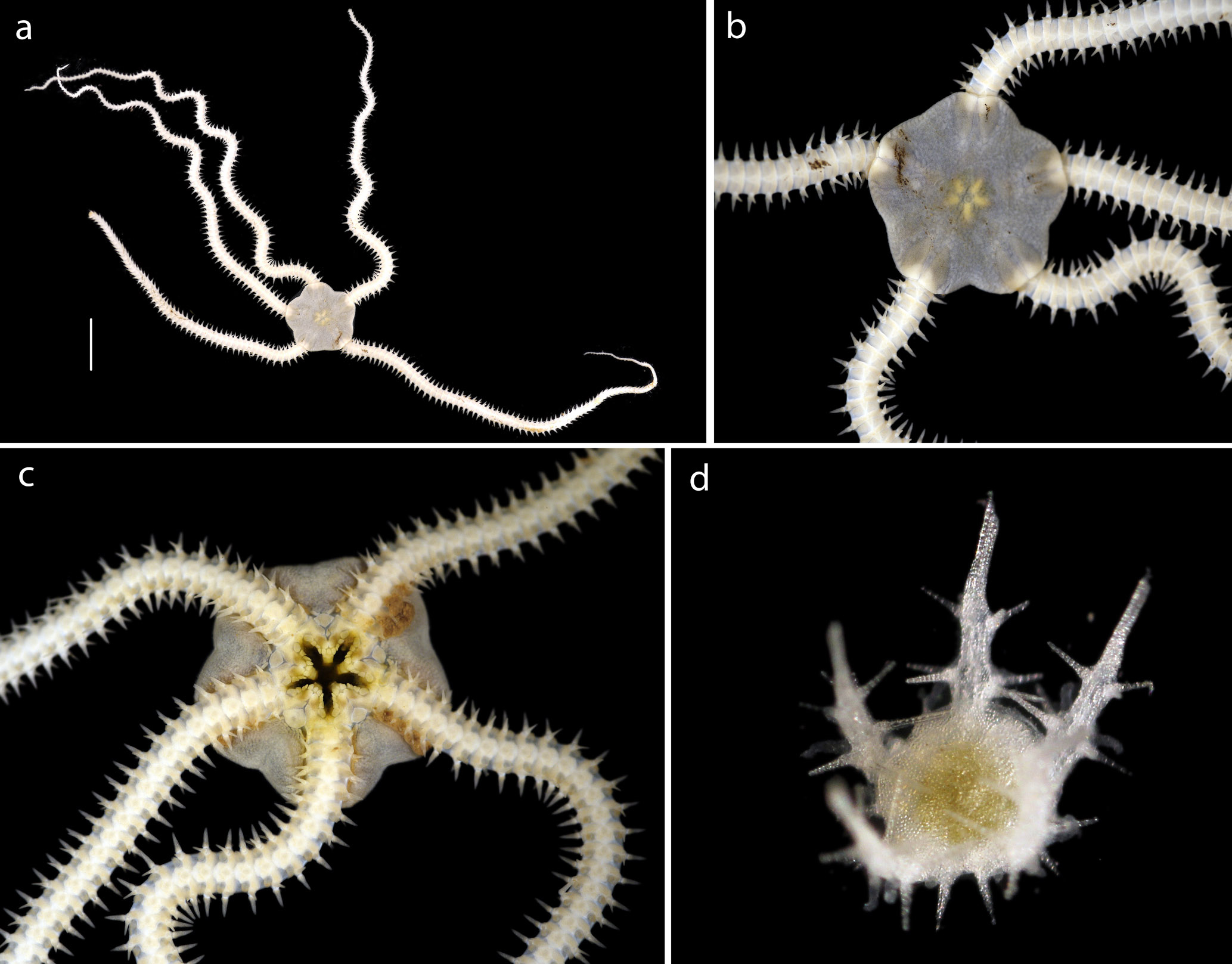
Amphioplus (Unioplus) daleus

- Sous-genre  Amphioplus (Amphichilus) Matsumoto, 1917
  - Amphioplus (Amphichilus) impressus (Ljungman, 1867)
  - Amphioplus (Amphichilus) ochroleuca (Brock, 1888)
  - Amphioplus (Amphichilus) trichoides Matsumoto, 1917
- Sous-genre  Amphioplus (Amphioplus) Verrill, 1899
  - Amphioplus abditus (Verrill, 1871)
  -  Amphioplus aciculatus Mortensen, 1936
  -  Amphioplus ancistrotus Clark, 1911
  -  Amphioplus basilicus (Koehler, 1907)
  -  Amphioplus brasiliensis Tommasi, 1970
  -  Amphioplus ctenacantha Baker, 1977
  -  Amphioplus debilis (Koehler, 1904)
  -  Amphioplus didymus Clark, 1938
  -  Amphioplus firma (Koehler, 1904)
  -  Amphioplus guangdongensis Liao, 2004
  -  Amphioplus hendleri Liao, 2004
  -  Amphioplus hexabrachiatus Stöhr, 2003
  -  Amphioplus intermedius (Koehler, 1905)
  -  Amphioplus lobata (Ljungman, 1867)
  -  Amphioplus lucidus Koehler, 1922
  -  Amphioplus macilentus (Verrill, 1882)
  -  Amphioplus macraspis (Clark, 1911)
  -  Amphioplus magellanicus (Mortensen, 1936)
  -  Amphioplus magnificus (Koehler, 1908)
  -  Amphioplus parviclypeus H.L. Clark, 1915
  -  Amphioplus parvitus Cherbonnier & Guille, 1978
  -  Amphioplus pectinatus Mortensen, 1933
  -  Amphioplus personatus (Koehler, 1905)
  -  Amphioplus psilochora (H.L. Clark, 1911)
  -  Amphioplus qingdaoensis Liao, 2004
  -  Amphioplus rhadinobrachius Clark, 1911
  -  Amphioplus sepultus Hendler, 1995
  -  Amphioplus sinicus Liao, 2004
  -  Amphioplus spinosus Cherbonnier & Guille, 1978
  -  Amphioplus stenaspis H.L. Clark, 1938
  -  Amphioplus stewartensis (Mortensen, 1924)
  -  Amphioplus strongyloplax (H.L. Clark, 1911)
  -  Amphioplus tessellata (Koehler, 1904)
  -  Amphioplus thomassini Cherbonnier & Guille, 1978
  -  Amphioplus titubantius Cherbonnier & Guille, 1978
- Sous-genre  Amphioplus (Lymanella) A.M. Clark, 1970
  -  Amphioplus andreae (Lütken, 1872)
  -  Amphioplus depressus (Ljungman, 1867)
  -  Amphioplus furcatus Mortensen, 1933
  -  Amphioplus hastatus (Ljungman, 1867)
  -  Amphioplus integer (Ljungman, 1867)
  -  Amphioplus japonicus (Matsumoto, 1915)
  -  Amphioplus laevis (Lyman, 1874)
  -  Amphioplus peresi Cherbonnier & Guille, 1978
  -  Amphioplus potens Koehler, 1930
  -  Amphioplus spinulosus (Koehler, 1904)
- Sous-genre Amphioplus (Unioplus) Fell, 1962
  -  Amphioplus caulleryi (Koehler, 1897)
  -  Amphioplus cernuus (Lyman, 1879)
  -  Amphioplus cipus Baker, 1977
  -  Amphioplus conditus (Koehler, 1905)
  -  Amphioplus confinis (Koehler, 1904)
  -  Amphioplus daleus Lyman, 1879
  -  Amphioplus falcatus Mortensen, 1933
  -  Amphioplus gentilis (Koehler, 1904)
  -  Amphioplus glauca (Lyman, 1879)
  -  Amphioplus grata (Koehler, 1904)
  -  Amphioplus incisus Lyman, 1883
  -  Amphioplus patulus (Lyman, 1879)
  -  Amphioplus pegasus Baker, 1977
  -  Amphioplus repositus (Koehler, 1905)
  -  Amphioplus servatus (Koehler, 1904)
- Amphioplus acutus Mortensen, 1936
- Amphioplus affinis (Studer, 1885)
- Amphioplus albidus (Ljungman, 1867)
- Amphioplus archeri A.M. Clark, 1955
- Amphioplus asterictus H.L. Clark, 1915
- Amphioplus aurensis A.M. Clark, 1955
- Amphioplus brachiostictus Tortonese, 1949
- Amphioplus caelatus Ely, 1942
- Amphioplus camamuensis Manso, 2004
- Amphioplus capax (Koehler, 1905)
- Amphioplus causatus (Koehler, 1905)
- Amphioplus cincta (Koehler, 1914)
- Amphioplus conductus Koehler, 1922
- Amphioplus congensis (Studer, 1882)
- Amphioplus coniortodes H.L. Clark, 1918
- Amphioplus consors (Koehler, 1908)
- Amphioplus cuneatus (Lyman, 1878)
- Amphioplus cyrtacanthus H.L. Clark, 1915
- Amphioplus diacritus Murakami, 1943
- Amphioplus dispar (Koehler, 1897)
- Amphioplus echinulatus Mortensen, 1940
- Amphioplus euryaspis (H.L. Clark, 1911)
- Amphioplus exsecratus (Koehler, 1905)
- Amphioplus famula (Koehler, 1910)
- Amphioplus gravelyi James, 1970
- Amphioplus heptagonus Cherbonnier & Guille, 1978
- Amphioplus iuxtus Murakami, 1943
- Amphioplus legatus Koehler, 1922
- Amphioplus longuscutum Cherbonnier & Guille, 1978
- Amphioplus lucyae Tommasi, 1971
- Amphioplus margueritae Cherbonnier & Guille, 1978
- Amphioplus mathildae Tommasi & Abreu, 1974
- Amphioplus minutus Tortonese, 1980
- Amphioplus modestus (Koehler, 1897)
- Amphioplus occidentalis Koehler, 1914
- Amphioplus peregrinator (Koehler, 1912)
- Amphioplus philohelminthius Ziesenhenne, 1940
- Amphioplus platyacanthus Murakami, 1943
- Amphioplus polymorphus Cherbonnier, 1972
- Amphioplus refectus (Koehler, 1905)
- Amphioplus seminudus Mortensen, 1940
- Amphioplus signalis Koehler, 1930
- Amphioplus somaliensis Tortonese, 1980
- Amphioplus suspectus Madsen, 1970
- Amphioplus textilis (Koehler, 1907)
- Amphioplus thrombodes H.L. Clark, 1918
- Amphioplus timsae Mortensen, 1926
- Amphioplus tumidus (Lyman, 1878)
- Amphioplus uchigoensis Ishida, 1991 †
- Amphioplus venezuelanus Berry, 1941 †
- Amphioplus verrilli (Lyman, 1879)

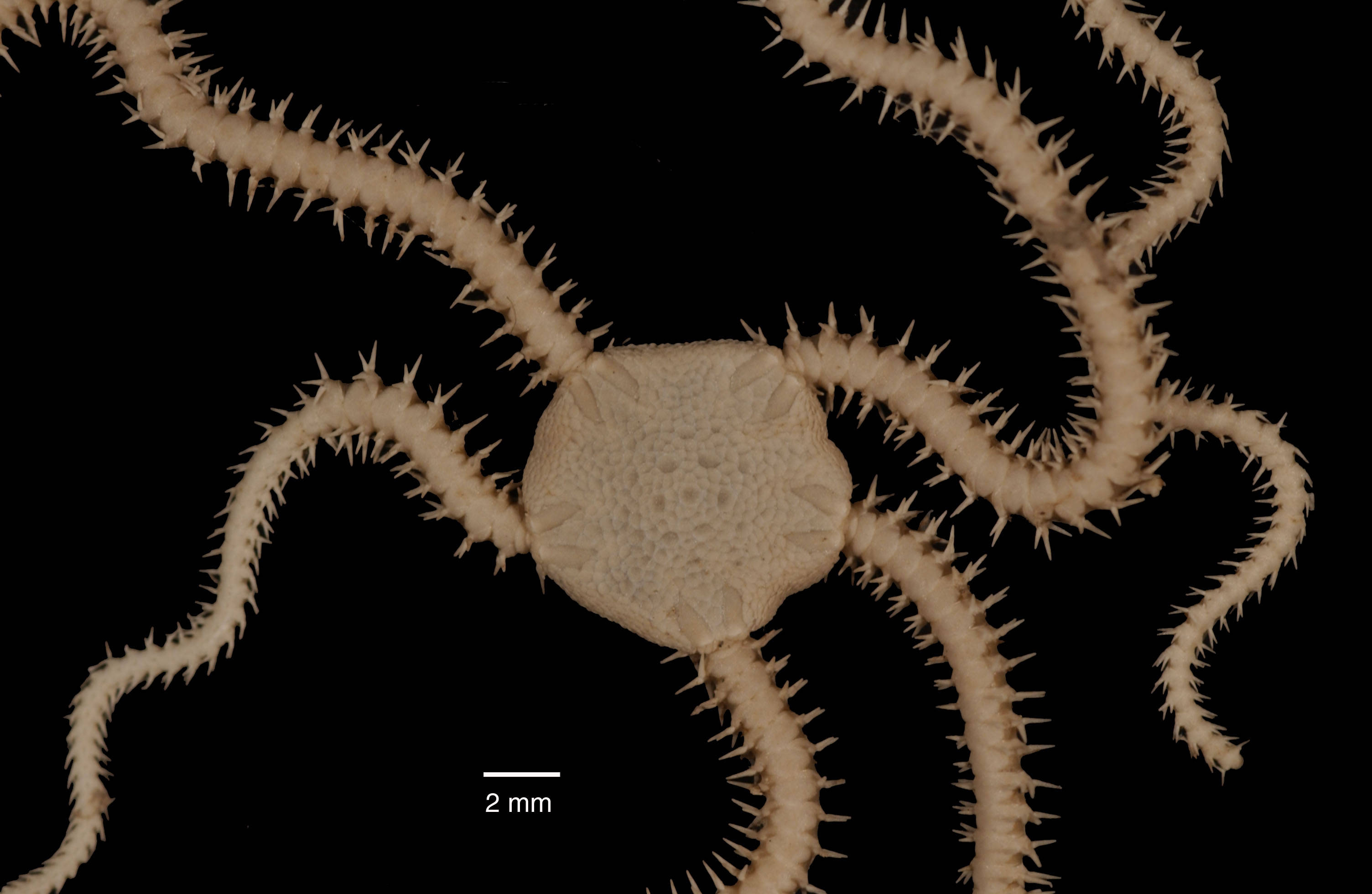
Amphioplus acutus
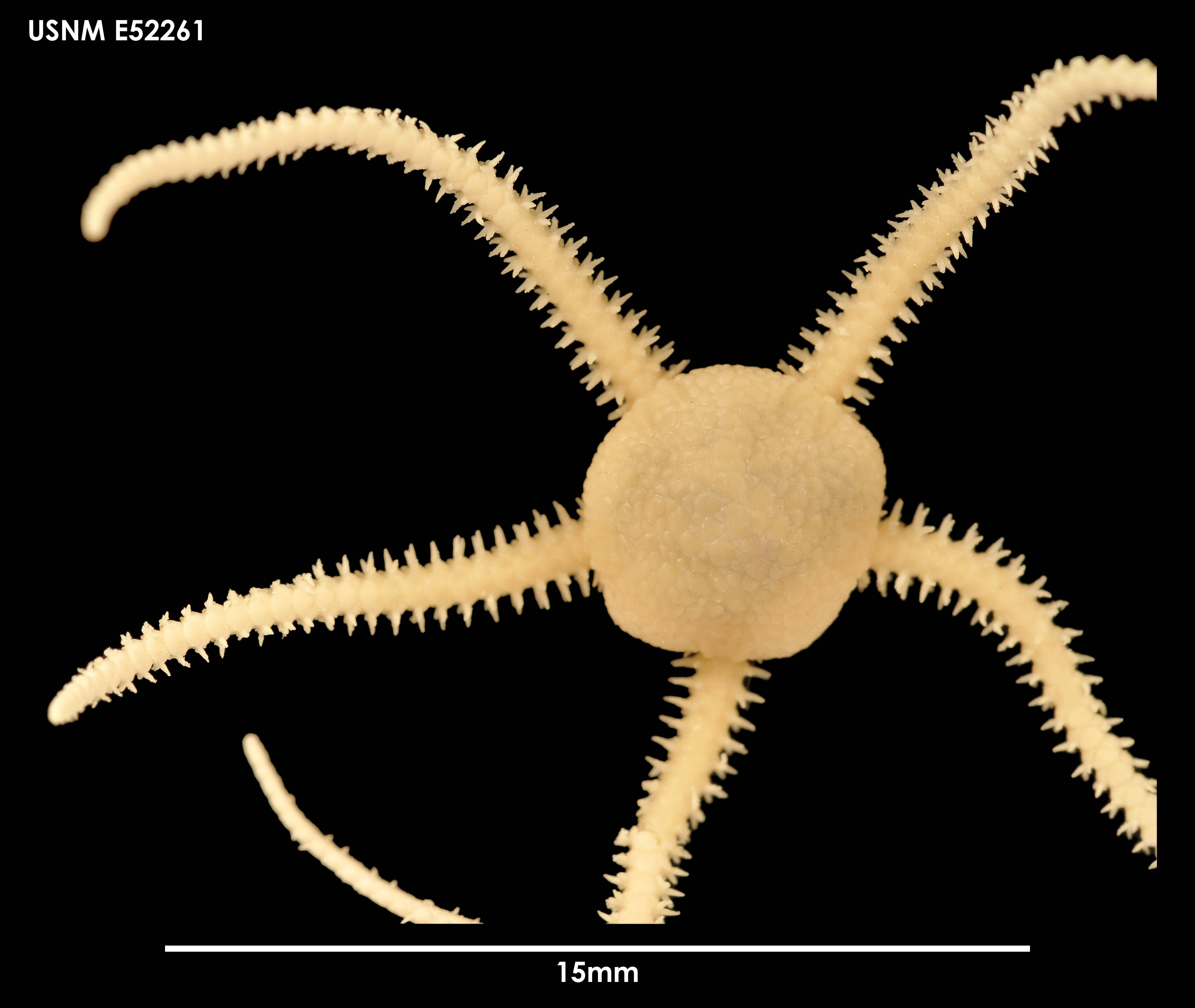
Amphioplus affinis
Amphipholis andreae
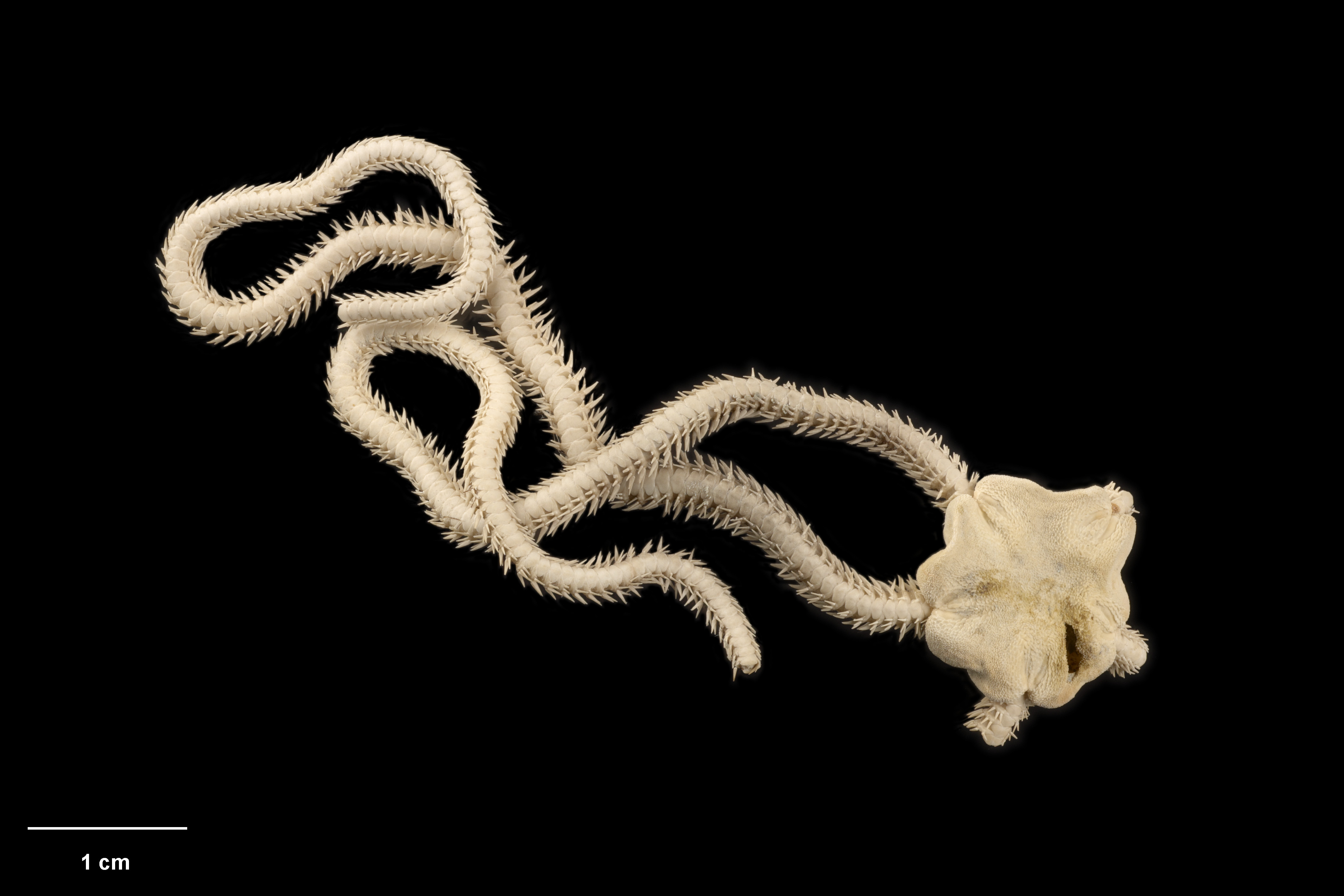
Amphioplus cipus
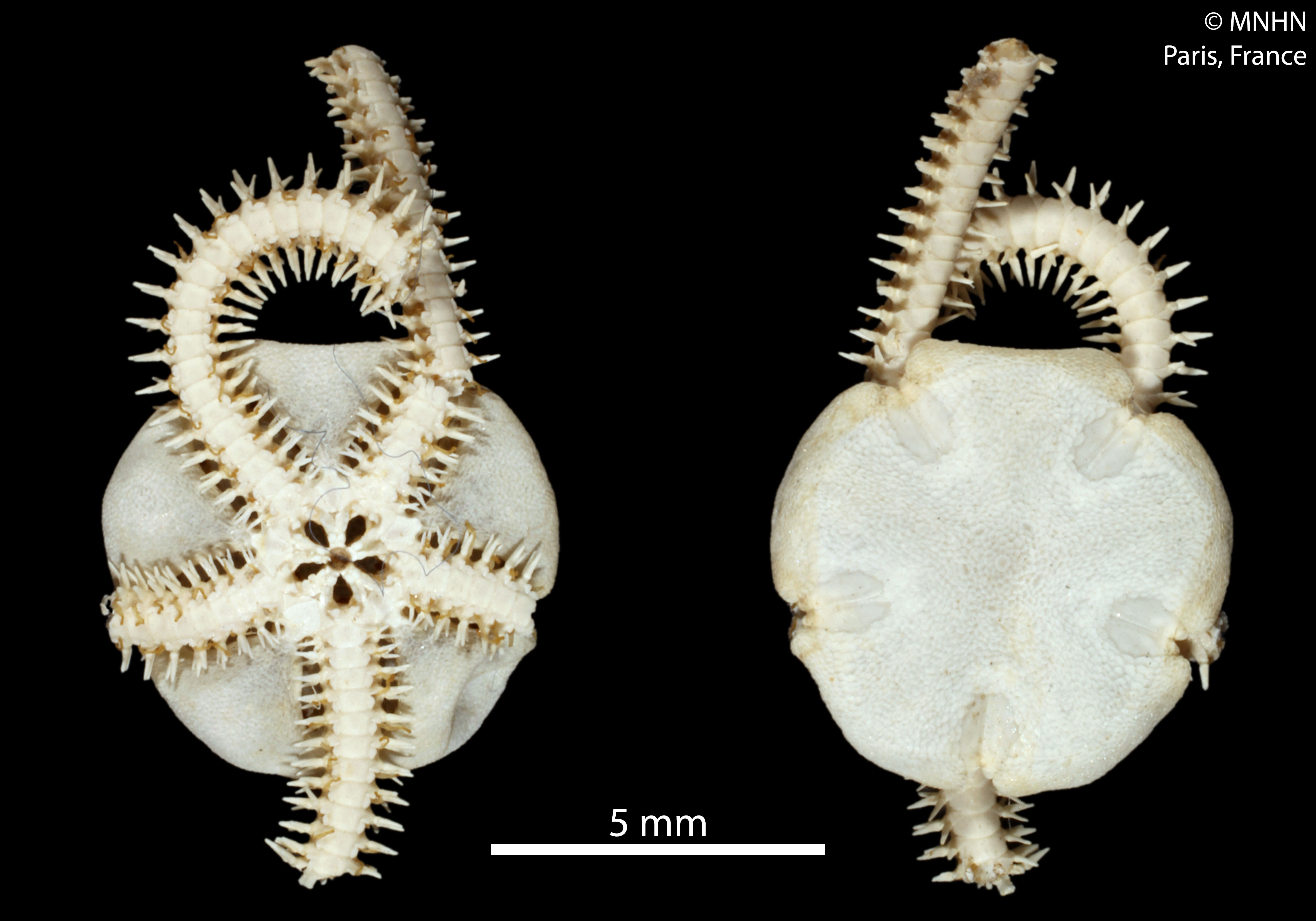
Amphioplus congensis
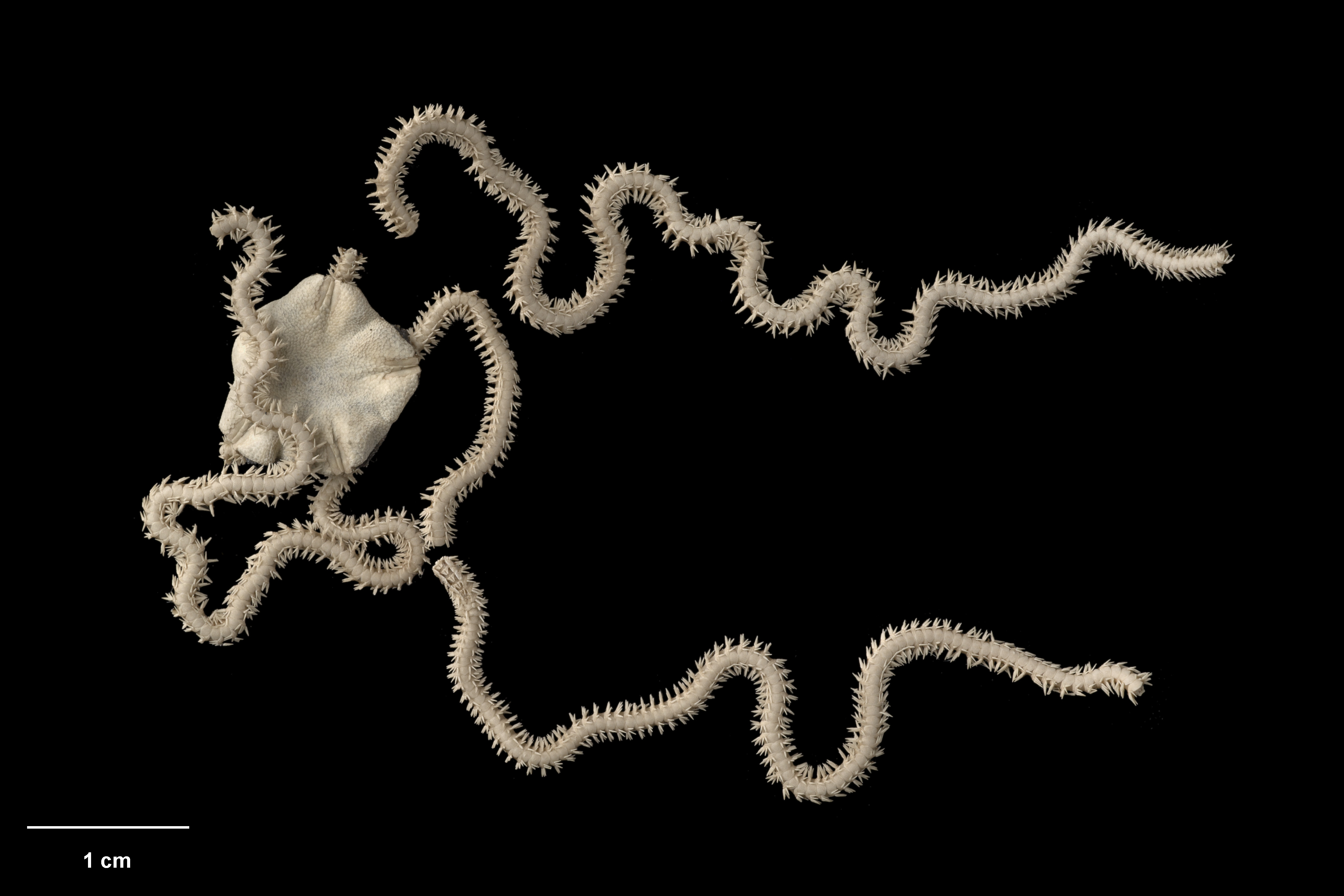
Amphioplus ctenacantha
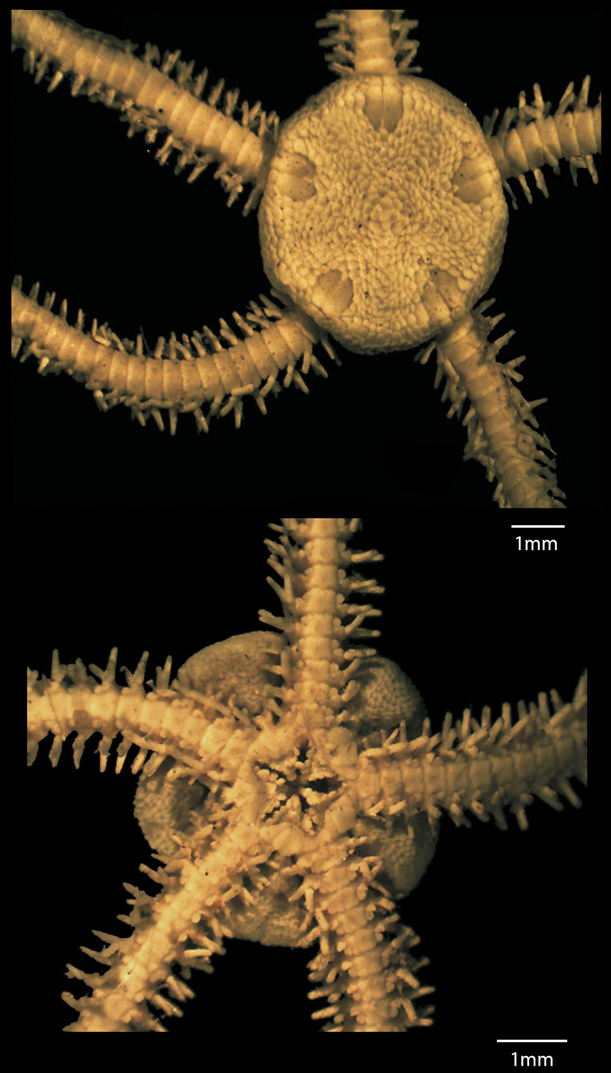
Amphioplus depressus
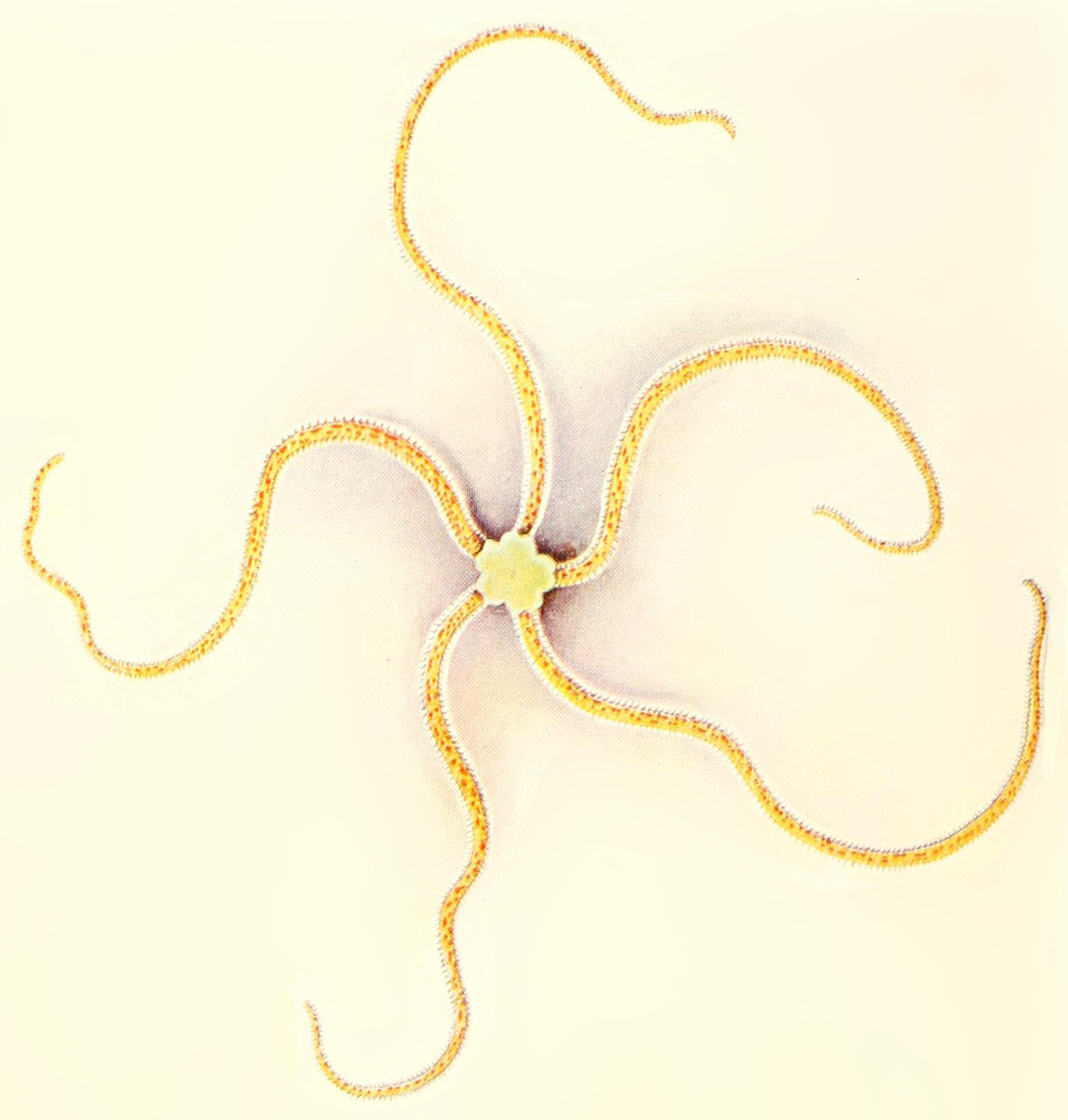
Amphioplus didymus
Amphioplus falcatus
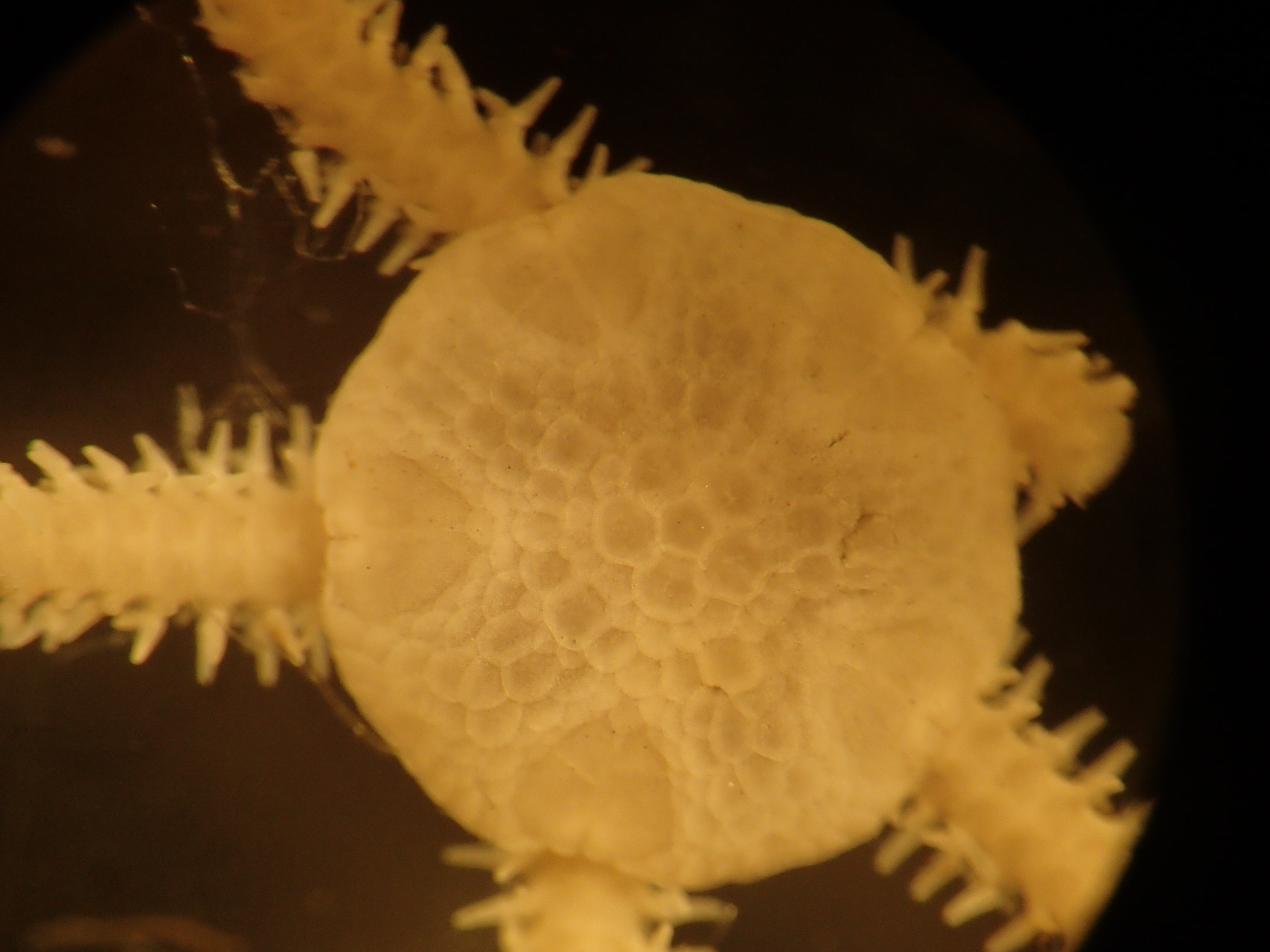
Amphioplus hastatus
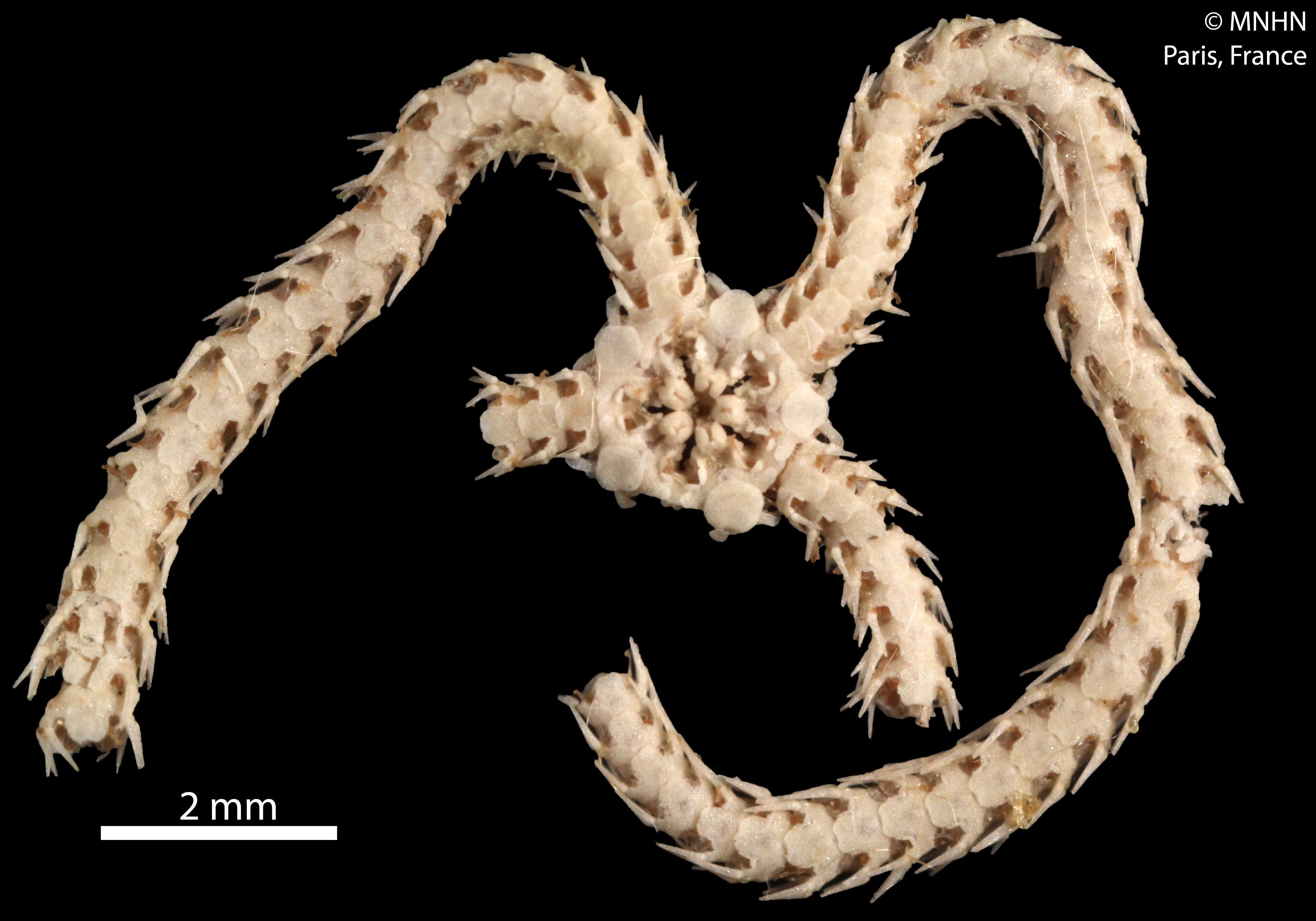
Amphioplus heptagonus
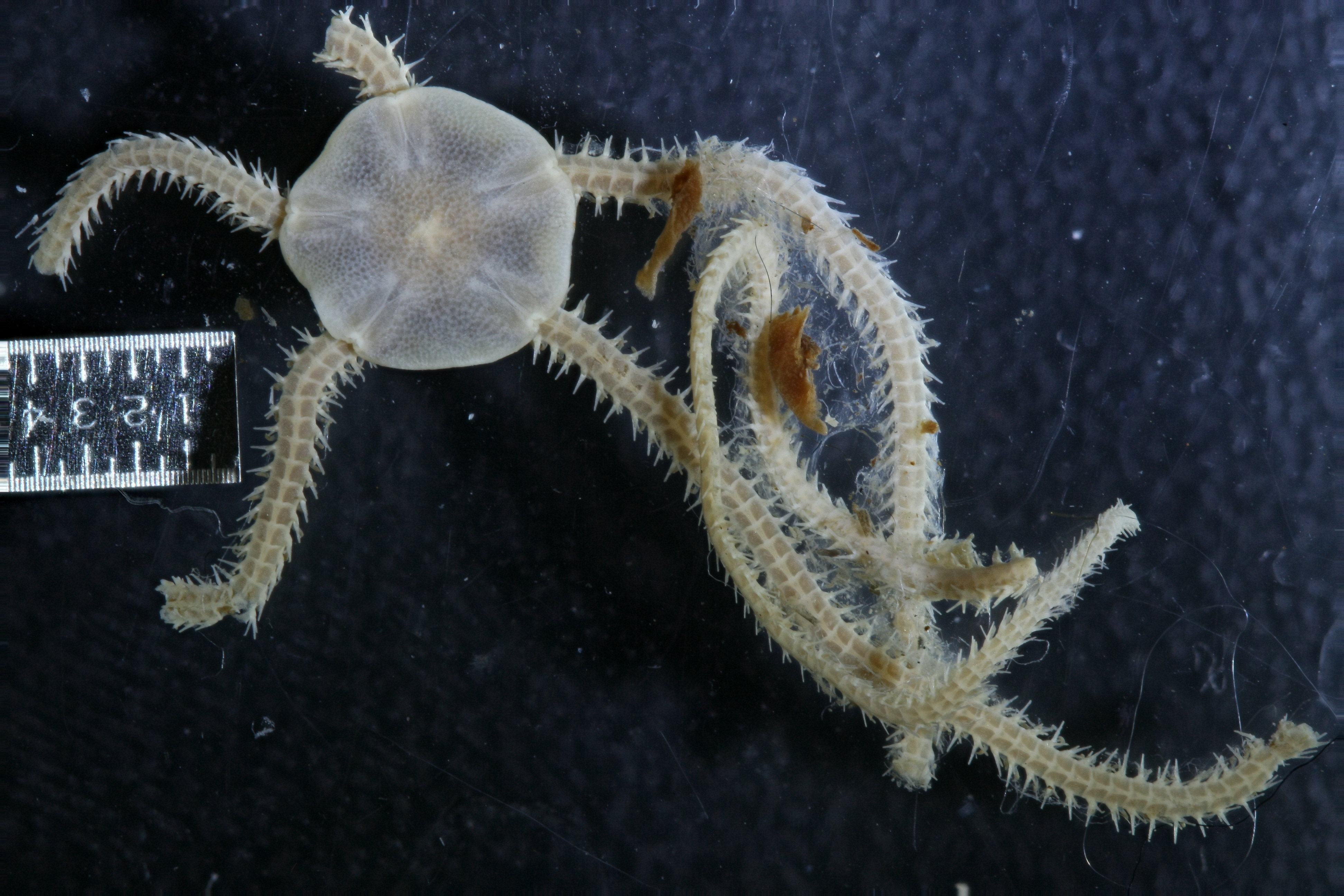
Amphioplus laevis
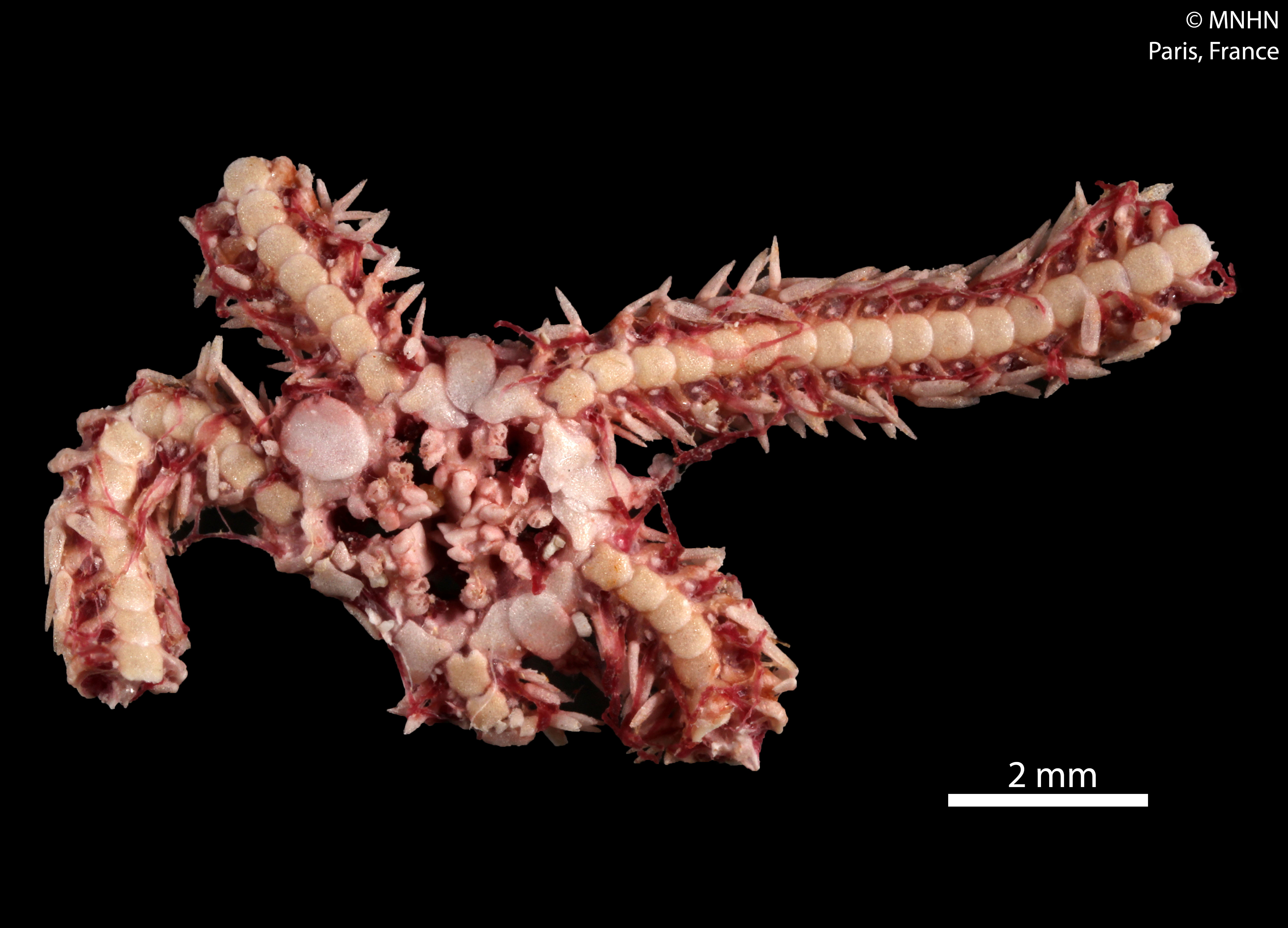
Amphioplus longuscutum
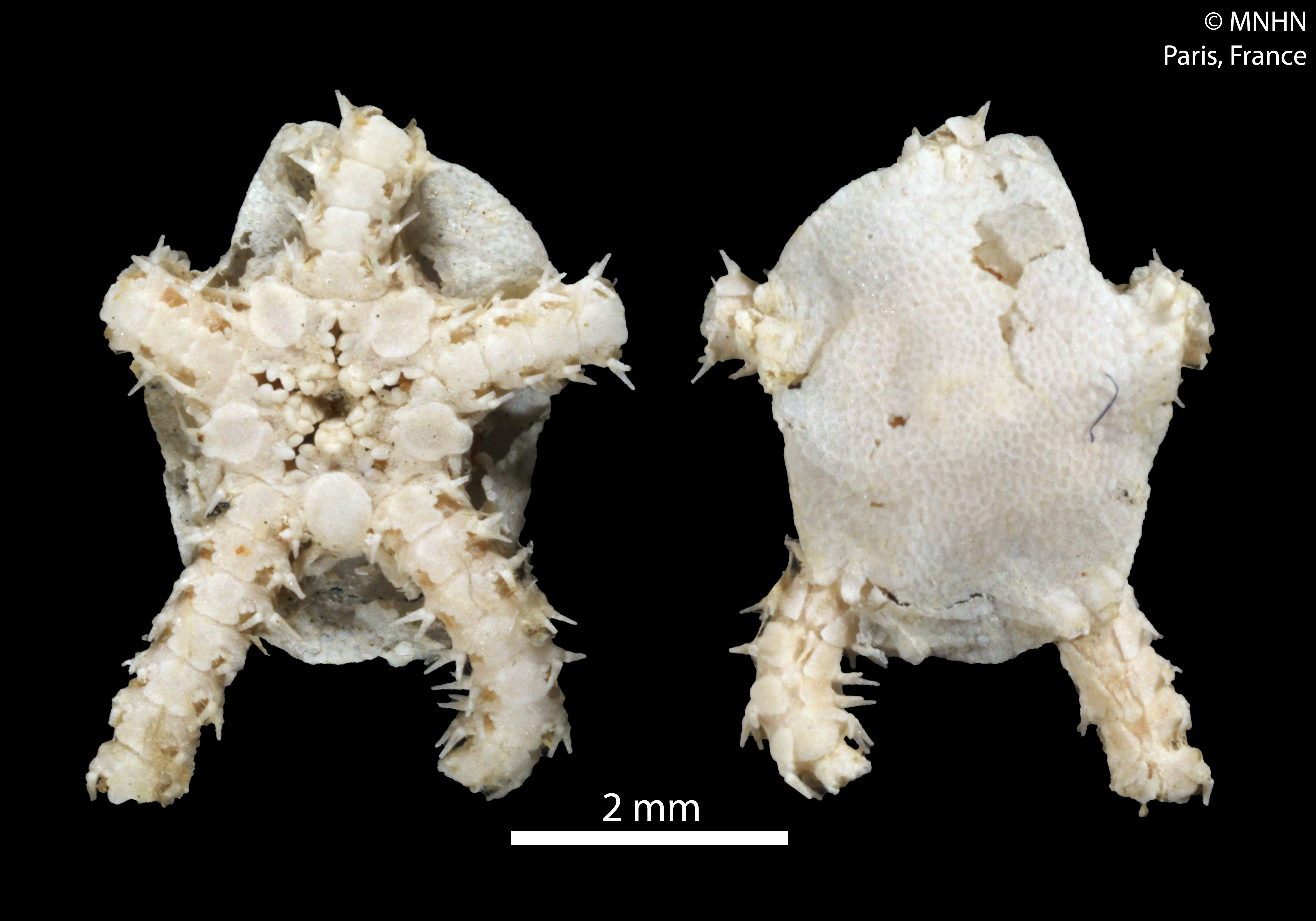
Amphioplus margueritae
Amphioplus occidentalis
Amphioplus pectinatus
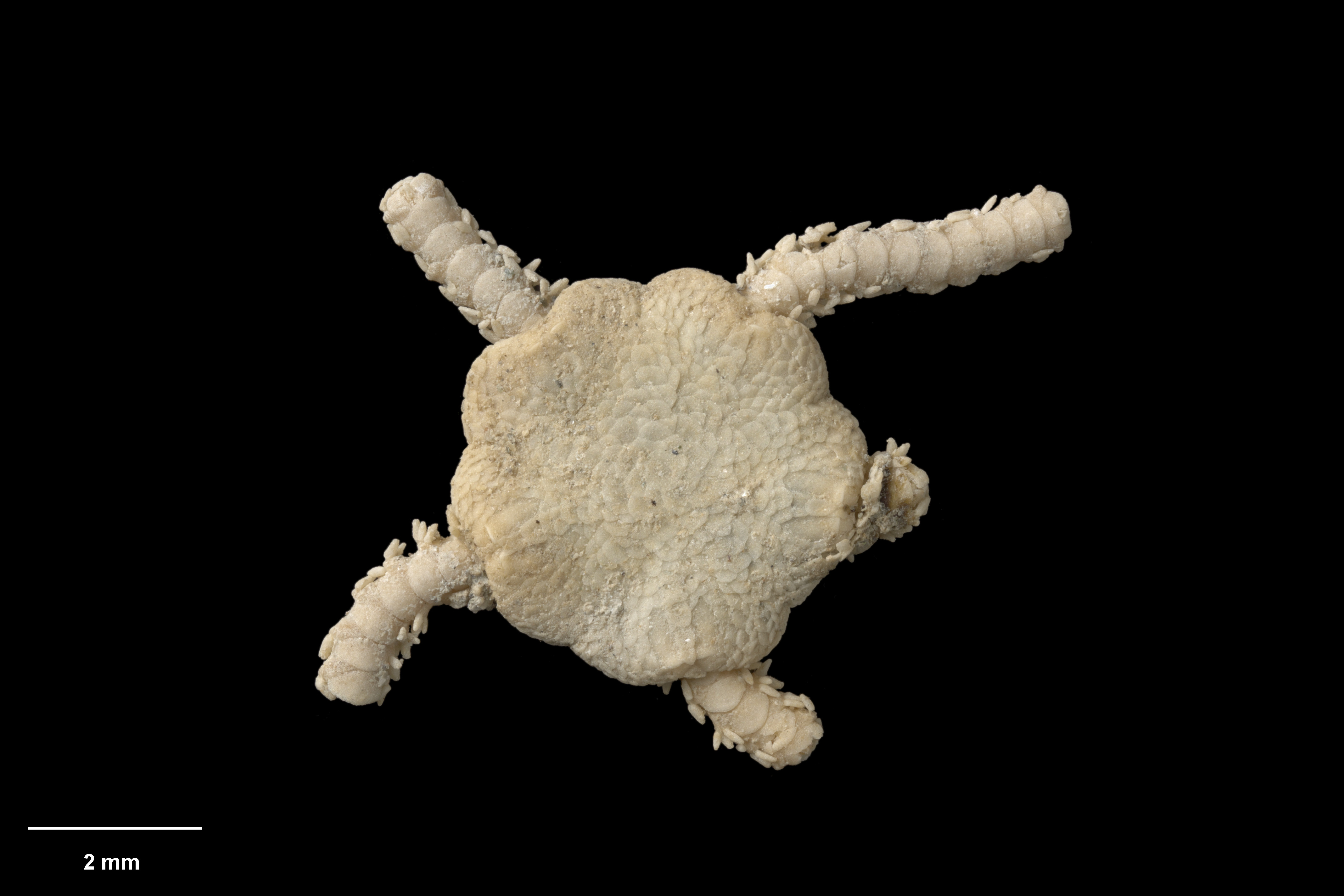
Amphioplus pegasus
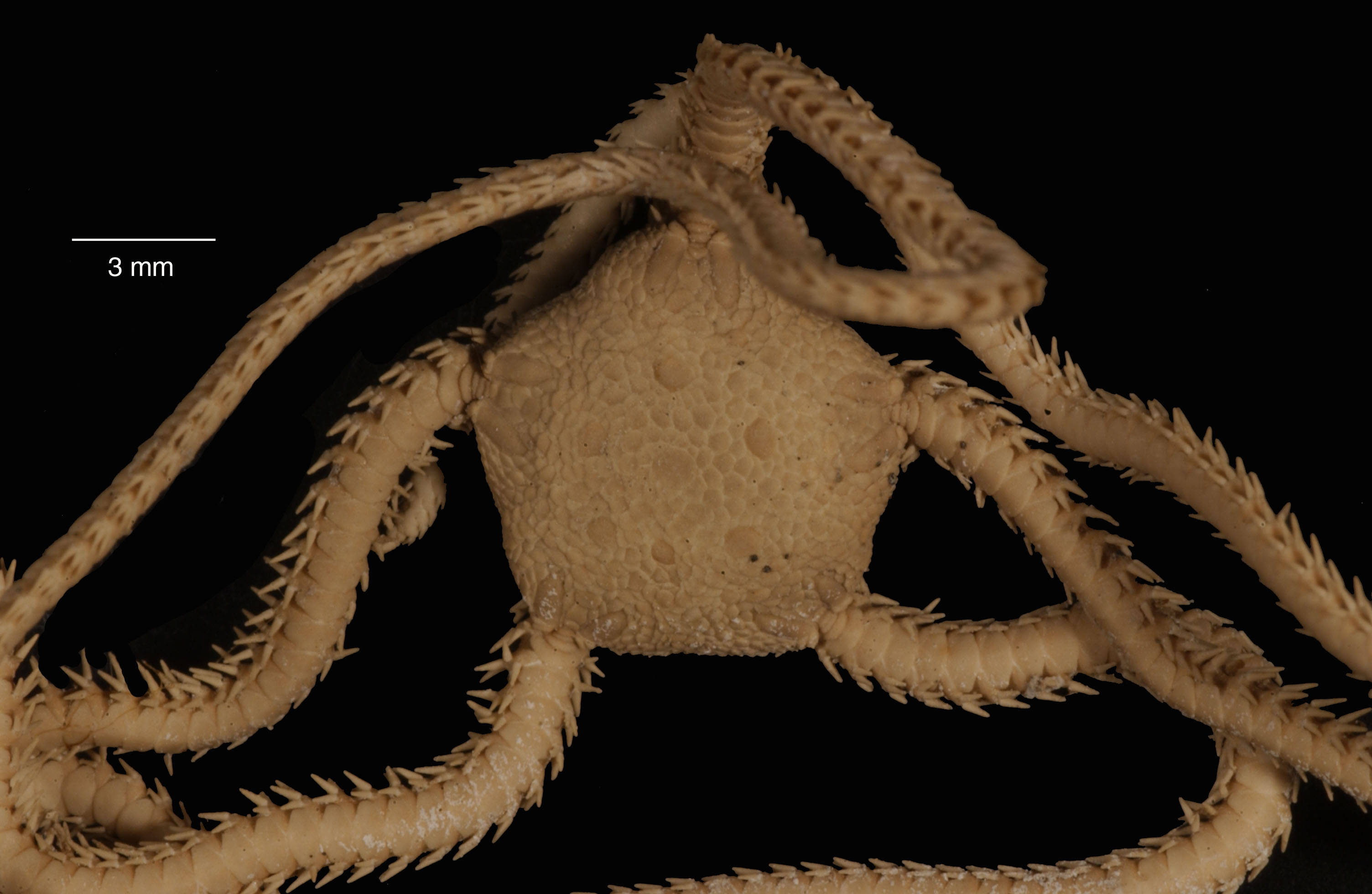
Amphioplus peregrinator
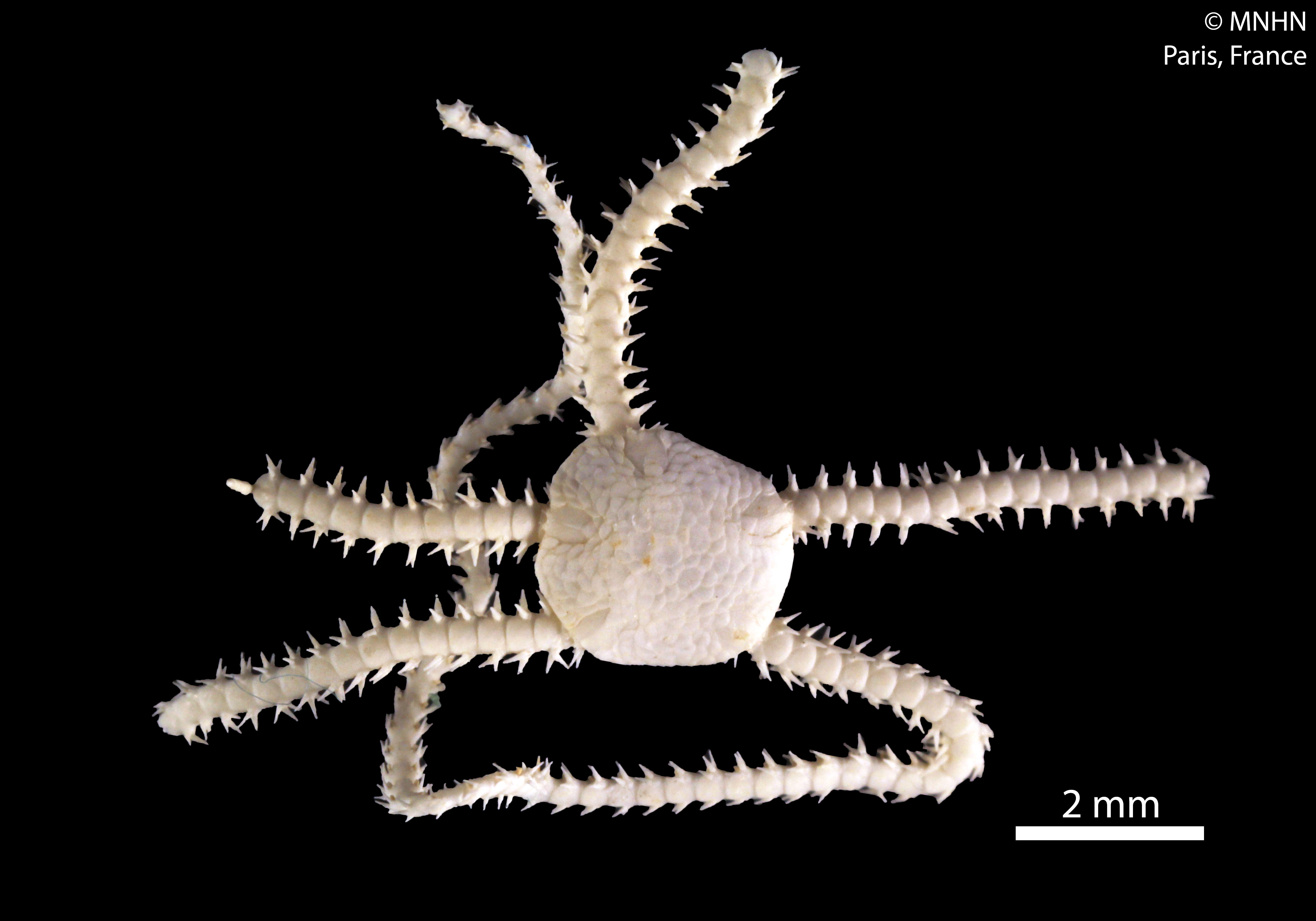
Amphioplus peresi
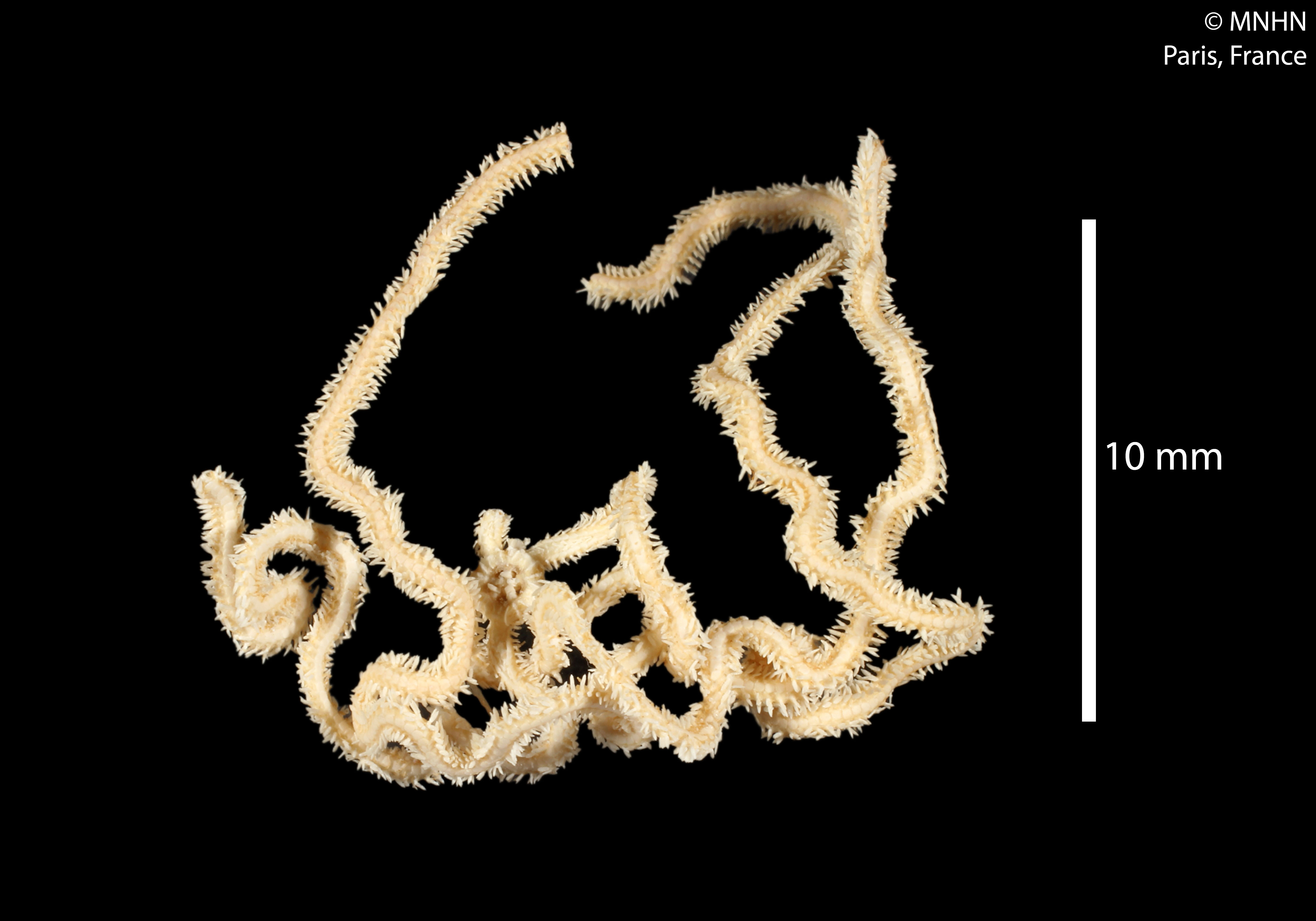
Amphioplus polymorphus
Amphioplus potens
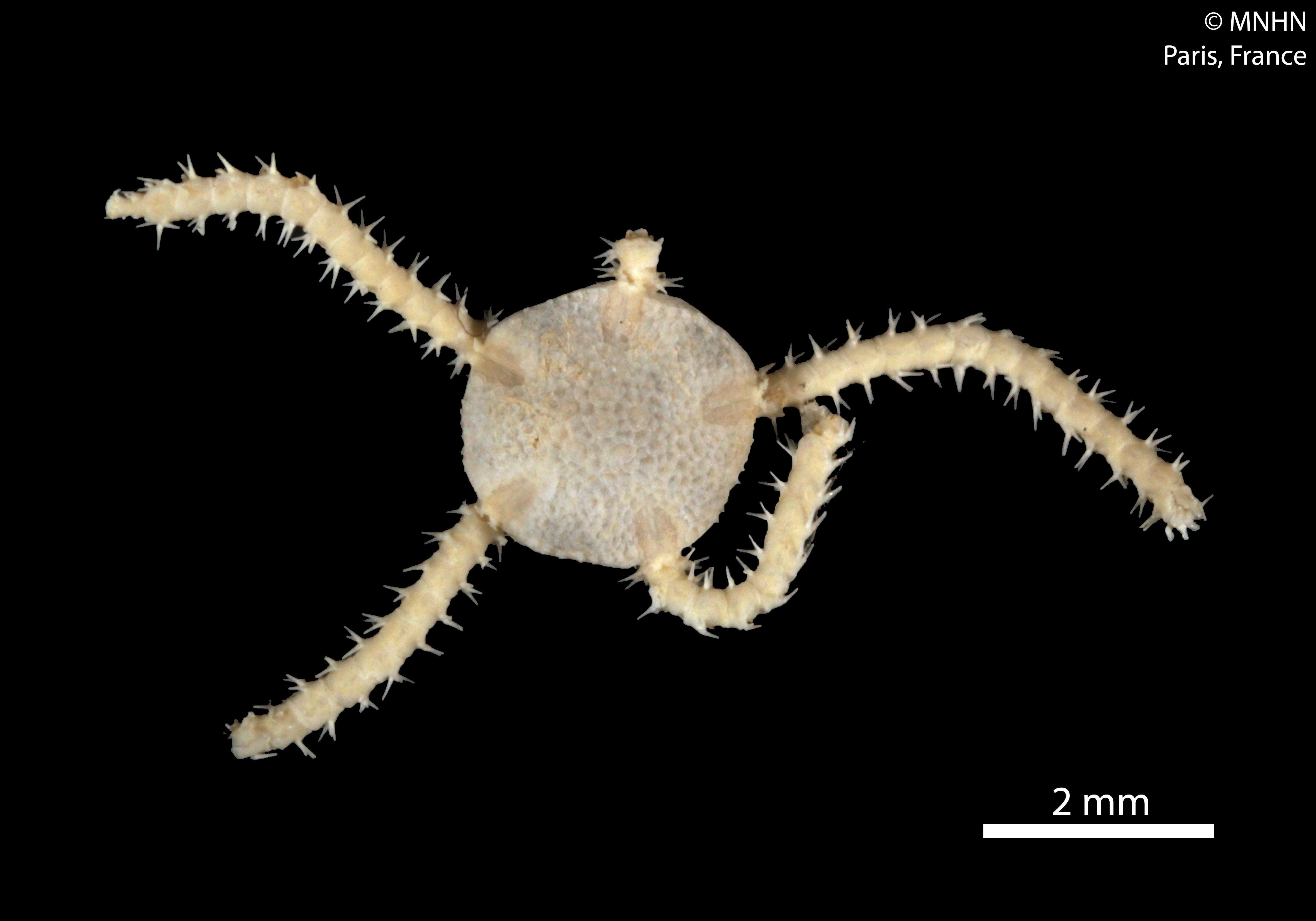
Amphioplus spinosus
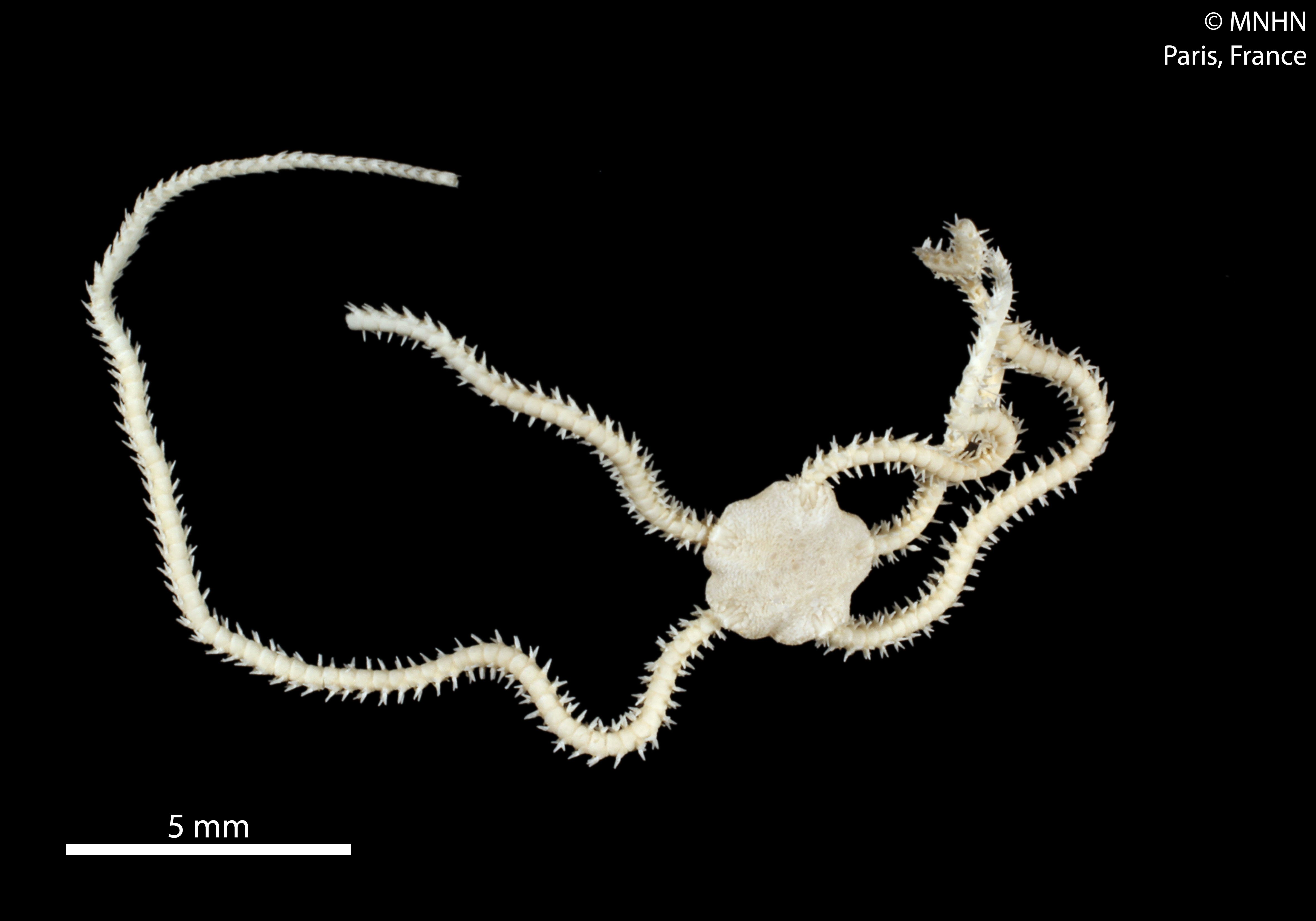
Amphioplus thomassini
Amphioplus timsae
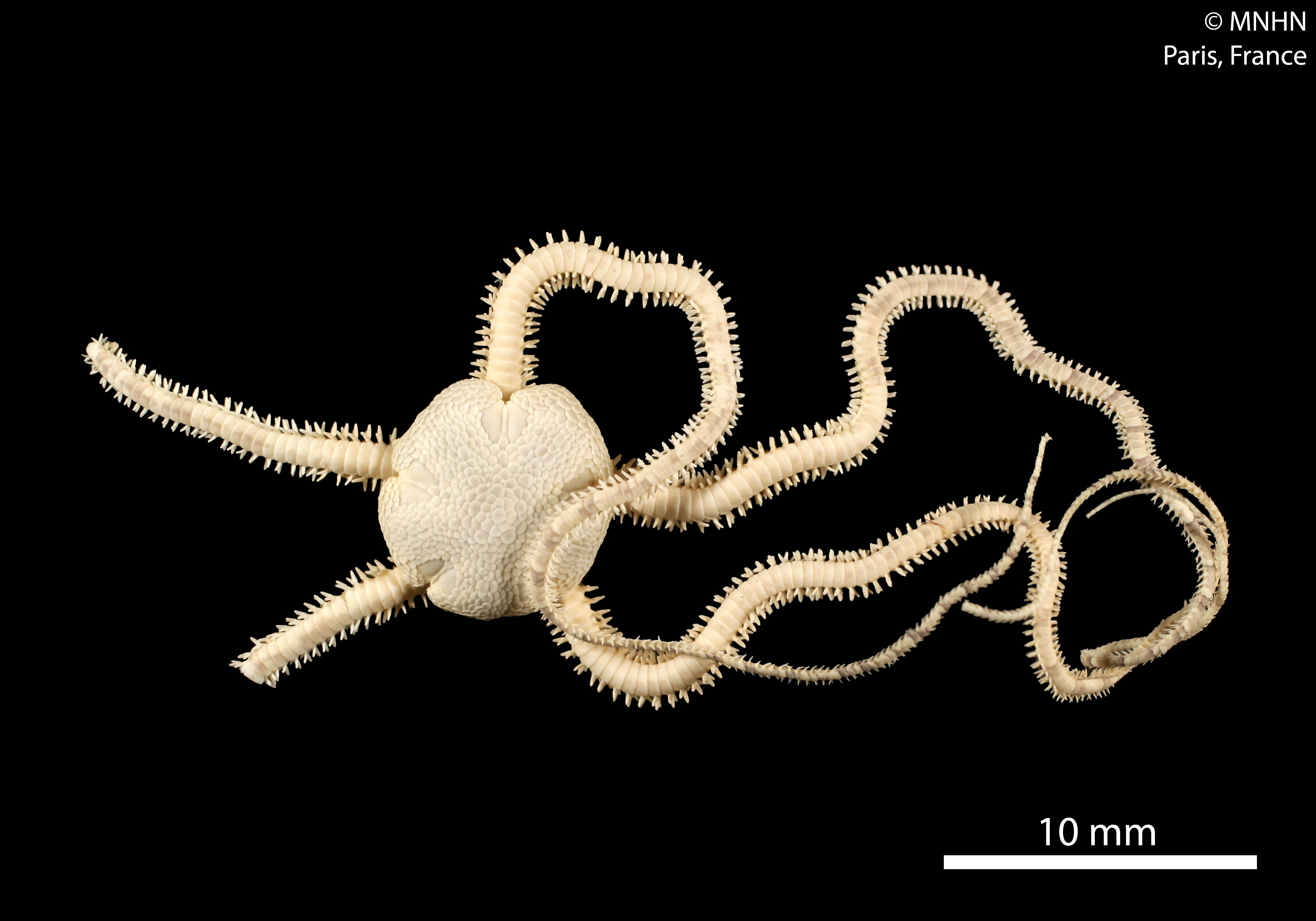
Amphioplus titubantius
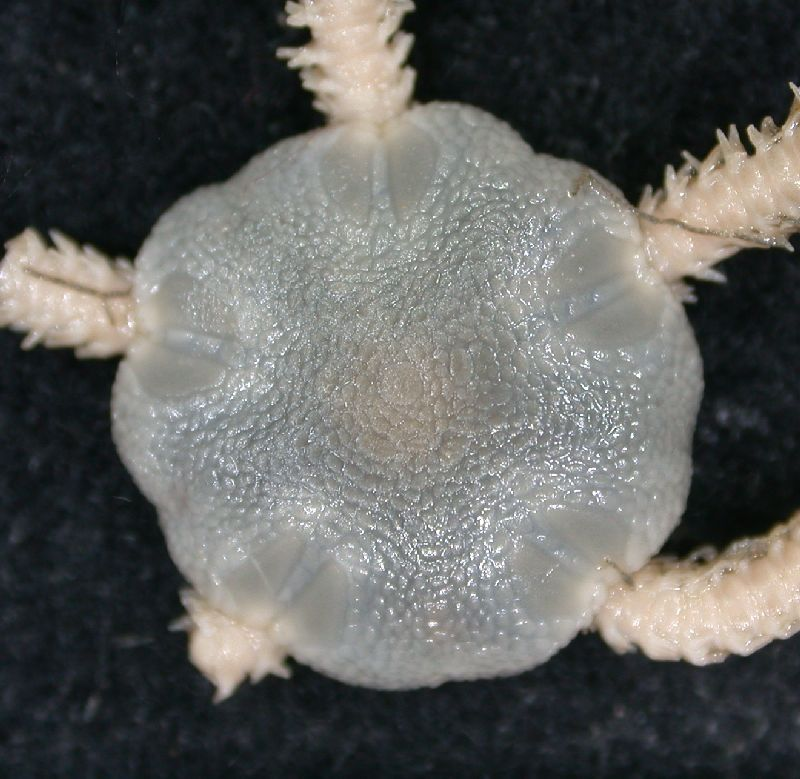
Amphioplus verrilli